# Heliophanus agricoloides
Heliophanus agricoloides là một loài nhện trong họ Salticidae.
Loài này thuộc chi Heliophanus. Heliophanus agricoloides được Jörg Wunderlich miêu tả năm 1987.